# 上三汲乡
上三汲乡，是中华人民共和国河北省石家庄市平山县下辖的一个乡镇级行政单位。中山王墓位于此地。

## 行政区划
上三汲乡下辖以下地区：
上三汲村、坡底村、穆家庄村、北白家岸村、赵家岸村、郎家村、康家村、张家庙村、田营村、后街村、东白家岸村、大康街村、河渠村、蒲北村、枣洼村、西金山村、茹家庄村、访驾庄村、川坊村、寺沟村、北七汲村、中七汲村、南七汲村、东庙头村、单杨村、刘杨村和下三汲村。